# Дорошевский, Стефан Иоахимович
Сте́фан Иоахи́мович Дороше́вский (1868—?) — полковник Российской императорской армии; участник Первой мировой войны. Кавалер пяти орденов и Георгиевского оружия.

## Биография
Родился 14 сентября 1868 года[по какому календарю?]. По вероисповеданию был католиком. Окончил Владимирский Киевский кадетский корпус.
На службу в Российскую императорскую армию вступил 30 августа 1886 года. Военное образование получил во 2-м военном Константиновском училище, откуда был выпущен в чине подпоручика со старшинством с 7 августа 1887 года и с зачислением в армейскую пехоту был прикомандирован к лейб-гвардии Финляндскому полку. Перед переведением в лейб-гвардии Финляндский полк получил чин поручика гвардии со старшинством с 9 августа 1888 года. Спустя 4 года, 9 августа 1892 года получил старшинство в чине поручика, 9 апреля 1900 года — в чине штабс-капитана, 1 апреля 1901 года — в чине капитана. В течение 7 лет, 11 месяцев и 24 дней был командиром роты. Старшинство в чине полковника получил 18 апреля 1910 года. По состоянию на 1 марта 1914 года служил в том же чине и в том же полку.
Принимал участие в Первой мировой войне. По состоянию на 14 июня 1915 года был командиром 37-го Сибирского стрелкового полка. Получил контузию, в результате чего 17 декабря 1915 года был переведён в резерв чинов при штабе Минского военного округа. По состоянию на 19 декабря 1916 года состоял в резерве чинов в том же военном округе.

## Награды
Стефан Иоахимович Дорашевский был удостоен следующих наград:
- Георгиевское оружие (Высочайший приказ от 14 июня 1915) — «за то, что в бытность в лейб-гвардии в Финляндском полку, 26 авг. 1914 г., в бою у с. Гелчев под сильнейшим огнем противника собрал и привел в порядок расстроенные части от трёх пехотных полков и, увлекая их личным примером, перешел в наступление, причем был ранен, дойдя до окопов противника, но данный им толчок увлек соседние части и противник был отброшен с занимаемой им позиции»;
- Орден Святого Владимира 3-й степени с мечами (2 ноября 1915);
- Орден Святого Владимира 4-й степени с мечами и бантом (Высочайший приказ от 26 февраля 1915);
- Орден Святой Анны 2-й степени с мечами (Высочайший приказ от 10 ноября 1914);
- Орден Святой Анны 3-й степени (1909);
- Орден Святого Станислава 2-й степени (1912); мечи к ордену (утверждены Высочайшим приказом от 19 декабря 1916);
- Высочайшее благоволение (Высочайший приказ от 26 марта 1916 года) — «за отличая в делах».

## Источник
- Дорошевский Стефан Иоахимович. // Проект «Русская армия в Великой войне».